# Девонпорт (Англия)
Де́вонпорт (англ. Devonport), ранее называвшийся Пли́мутский док (англ. Plymouth Dock) — английский портовый город на берегу залива Плимут-Саунд, административно считается районом города Плимут, расположенного в графстве Девон.

## История
Плимутский док образовался вокруг морских доков в XVIII веке. К 1823 году он уже был больше Плимута, поэтому горожане подали прошение королю Георгу IV о смене названия города. Король согласился назвать город «Девонпорт», и благодарные жители возвели колонну поблизости от недавно завершённой ратуши. И колонна, и ратуша были спроектированы Джоном Фульстоном (англ. John Foulston).